# 贝塞特
贝塞特，是西班牙阿拉贡自治区特鲁埃尔省的一个市镇。总面积97平方公里，总人口619人（2001年），人口密度6人/平方公里。